# Commelina ensifolia
Commelina ensifolia là một loài thực vật có hoa trong họ Commelinaceae. Loài này được R.Br. mô tả khoa học đầu tiên năm 1810.